# Яреськівська волость
Яреськівська волость — адміністративно-територіальна одиниця Миргородського повіту Полтавської губернії з центром у містечку Яреськи     Село Яреськи  виникло на початку XVII ст. внаслідок заселення краю вихідцями з-за Дніпра. Заснував село, за переказами, полковник Яресько. На карті французького інженера Гійома де Боплана у другій чверті XVII ст., де позначені кордони на 1634 рік,  Яресьок ще немає. Але незабаром слобода Яреськи вже записана за Бертоломеєм Оболковським.  Найближчим селищем, розташованим поблизу Яресьок було поселення Шимотов, яке згодом стало містечком Устивиця. У 1654 році Яреськи входили до складу Миргородського полку, як сотенне містечко. В 1658 році  під час придушення повстання під проводом Мартина Пушкаря, Яреськи були спалені татарами, а більша частина жителів забрана в полон.
У 1660–1668 рр. Яреськівська сотня входить до складу Полтавського  полку. При гетьманові І. Самойловичі (1672–1687 рр.) Яреськівська сотня до 1687 р.  знову відходить до  Миргородського полку.
Швидке зростання кількості жителів Яресьок, як і в інших поселеннях на Пслі, припадає на 30-ті роки XVIII ст.  За переписом у 1710 році в Яреськах був 201 двір, а в 1729 році – 235. Більшість перебувала у феодальній залежності від козацької старшини.
Згідно з переписом 1781 року в Яреськівській сотні вже було 1051 господарство і 2736 душ населення. Місцеві жителі займалися землеробством і скотарством. Із промислів було поширене чумакування. Торгували горілкою, пивом, дьогтем. Крім хліборобів у селі жили ткачі, ковалі, шевці і шаповали. Багато селян займалися рибальством. У Яреськах відбувалися двічі на рік ярмарки і кожного вихідного – базари. 
За переписом 1785 року в Яреськах вже мешкало 1108 душ селян, більшість яких становили козаки, а також державні селяни і селяни-кріпаки. Останні належали сотникам Потапові Потапенку і Довгому, а також прапорщику Дем’яну і братові його Юхиму Трощинським.
На 1863 р. Яреськівська волость  в складі Миргородського повіту входила в Полтавську губернію і проіснувала до 1923 року. 
Після скасування кріпосного права господарство волості розвивалось капіталістичним шляхом. На кінець XIX ст. в Яреськівській волості було 447 ткачів, 70 кравців, 73 теслів, 59 шевців, 15 столярів і 1 коваль. В 1900 році волость налічувала 1697 дворів і 11232 чоловік населення, які проживали в 27 населених пунктах, зокрема, в с. Хвальки, Жабокрики, Григорівка, Матяшівка, Федунка, Дмитрівка, Андріївка, Молодиківщина.  
В 1923 році Баранівська,  Шишацька і Яреськівська волості були об’єднані в Шишацький  район  Полтавського округу.  

Старшинами волості були:
- 1900 року козак Іван Федорович Білобров[1];
- 1904 року козак Ісаак Мусійович Чуб[2];
- 1913—1915 роках Віктор Степанович Печерей[3],[4].